# 比爾卡峰

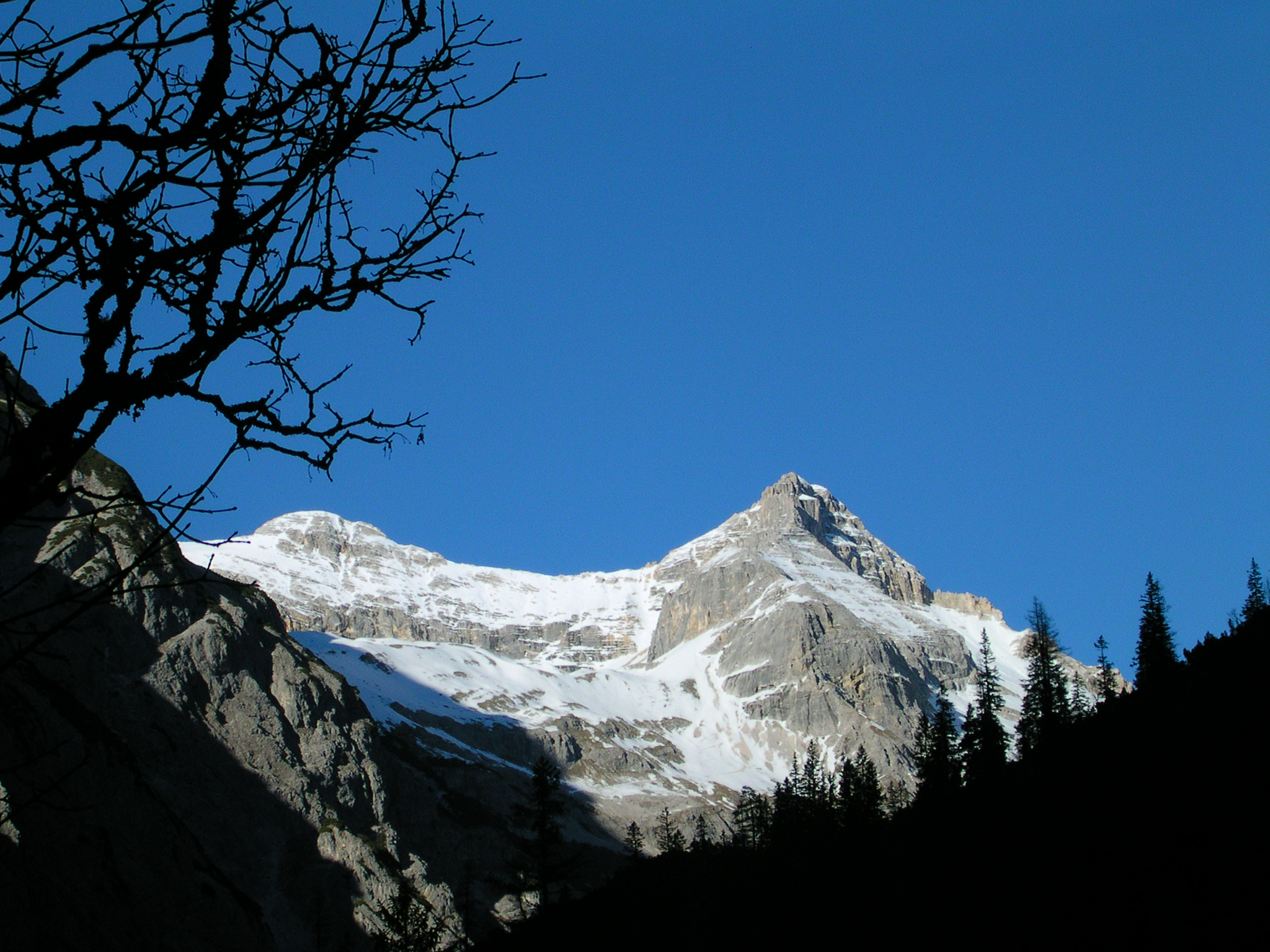

47°24′40″N 11°26′16″E / 47.41111°N 11.43778°E
比爾卡峰（德語：Birkkarspitze），是奧地利的山峰，位於該國西部，由蒂羅爾州負責管轄，屬於卡爾文德爾山脈的一部分，海拔高度2,749米，人類在1870年7月6日首次登上該山峰。